# Ringo Rama
| Recensione | Giudizio |
| ---------- | -------- |
| AllMusic   |          |

Ringo Rama è il ventesimo album solista di Ringo Starr, uscito il 25 marzo 2003 su etichetta Koch.
Terzo album in studio per Ringo Starr e l'affiatato team capitanato da Mark Hudson.
Anche questa volta ospiti illustri partecipano alla registrazione: Eric Clapton (nell'omaggio di Ringo allo scomparso George Harrison, Never without you), David Gilmour, Willie Nelson, Timothy B. Schmidt e Van Dyke Parks.
L'album (che raggiunse il 113º posto nelle classifiche americane) fu molto apprezzato dai critici, che gradirono in particolar modo il sound spontaneo anni sessanta.

## Tracce
1. Eye to Eye - 3:19
2. Missouri Loves Company - 3:32
3. Instant Amnesia - 5:12
4. Memphis in Your Mind - 3:13
5. Never Without You - 5:24
6. Imagine Me There - 3:55
7. I Think Therefore I Rock'n'Roll - 3:25
8. Trippin' on My Own Tears - 3:31
9. Write One for Me - 3:14
10. What Love Wants to Be - 3:03
11. Love First, Ask Questions Later - 4:44
12. Elizabeth Reigns - 3:57
13. English Garden (compresa traccia nascosta interamente suonata da Ringo: I Really Love Her) - 3:17

## Edizione CD+DVD
L'edizione comprende l'album originale, più un DVD contenente i testi e un lungo e divertente documentario sul "making of" di Ringo Rama.

## Edizione deluxe
L'edizione comprende:
- L'album Ringo Rama, con 3 tracce bonus:
  - Blink - 2:52
  - Ok Ray - 3:02
  - I'm home - 3:23
- Un secondo cd intitolato "Ringo Rama radio hour interview", comprendente una lunga intervista con Ringo.
- DVD in edizione speciale. Si tratta dello stesso DVD dell'edizione "CD+DVD", con l'aggiunta del videoclip di Never Without you e del "making of" del videoclip stesso.